# Subarashii Sekai
Subarashii Sekai (яп. 素晴らしい世界, укр. Який чудовий світ!) — серія манґи, написана та проілюстрована Ініо Асано. Манґа виходила в журналі Monthly Sunday Gene-X видавництва Shogakukan з 2002 по 2004 рік.

## Сюжет
Дія манґи розгортається в сучасному японському суспільстві. Через короткі історії, які слабо пов'язані між собою, вона досліджує труднощі повсякденного життя і, зокрема, нездужання міської молоді.

## Публікація
Манґа випускалася в японському журналі Monthly Sunday Gene-X від Shogakukan з червня 2002 року по квітень 2004 року. Shogakukan зібрав 19 розділів у два томи 19 травня 2003 року по 19 травня 2004 року. Shogakukan ттакож включив манґу до збірки оригінальних творів Асано у 2010 році. Манґа також була опублікована у Франції видавництвом Kana, у Німеччині Egmont Manga & Anime і Tokyopop Germany (перевидання) і на Тайвані Taiwan Tohan.

## Сприйняття
Рецензенти високо оцінили творчість Асано, але відзначили обмеження формату короткого оповідання для розвитку персонажів, а також зловживання Асано тропами персонажів. Шейнон Ґерріті з About.com назвала цю книгу чудовим дебютним твором, який, хоч і не такий гарний, як пізніші роботи Асано, і в якому деякі історії не достатньо хороші, має чудові ілюстрації та написання персонажів. Деб Аокі назвала манґу «таємничою, жартівливою, чарівною та трагічною водночас», додавши, що вона «нагадує нам, що життя може бути найбільшою пригодою з усіх». Грант Гудмен з PopCultureShock назвав манґу унікальною та міцною, але відчував, що половина глав не запам'ятовується, а тема «життєвих невдах» робила історії повторюваними та передбачуваними. Карло Сантос з Anime News Network похвалив злегка сюрреалістичні історії, а також якість малюнку Асано, але йому не сподобався їхній «жалісливий» аспект. Девіду Велшу з The Comics Reporter не сподобалося використання надмірної кількості тропів в історіях, але він похвалив дизайн персонажів і композицію сторінок, вважаючи історії «відшліфованими і ефективними», але не такими, що «затримуються в пам'яті». Йоганна Карлсон із Comics Worth Reading знайшла риси персонажів дратівливими, але сказала, що детальне і виразне мистецтво підкріплює історію, роблячи її більш правдоподібною. Леруа Дорессо з ComicBookBin високо оцінив здатність Асано зобразити боротьбу молодих людей у першому томі, але вважає, що це було применшено великою кількістю персонажів. Він назвав здатність Асано «врівноважувати, порівнювати і протиставляти те, що прославляється, і те, що є смішним у житті», найбільш захоплюючою частиною другого тому. Publishers Weekly вважає, що персонажі Асано «схильні до банальностей», але не настількі, як у «Соланіні», при цьому короткі історії роблять персонажів більш співчутливими, і назвав художнє оформлення та оповідання привабливими. Ел Спарроу з IGN відзначив тему виживання в історіях, зауваживши, що Асано зображує молодь крізь призму без фільтрів. Грег МакЕлхаттон з Read About Comics виявив, що історії різняться за якістю, але назвав манґу чарівною та описав малюнок як «прекрасне делікатне творіння».